# Кодацький поріг
48°23′16″ пн. ш. 35°09′01″ сх. д. / 48.3877508° пн. ш. 35.1502847° сх. д.Ко́дацький порі́г — перший із дніпровських порогів, знаходився на відстані 17 верст нижче Дніпра (до 1926 — Катеринослав або Екатеринославъ), між сіл Старі Кодаки (на правому березі), тоді — Кайдак, Кодак) та Чаплі (Дніпро) (на лівому).
Феодосій Макаревський наводить інші назви Кодацького порогу: Нессупи, Старо-Кодацький, Кодак, Гудак.
Загальна довжина порогу — 186 сажнів (приблизно 400 метрів), за довжиною вважався середнім порогом, мав чотири лави.
На правому березі Дніпра біля порогу була розташована Кодацька фортеця.
Григорій Микитович Омельченко пише: «Шум порога я чув у дитинстві щодня, бо жили ми за п'ять кілометрів від нього (в селищі Лоцманська Кам'янка). Іноді ледве долітав його клекіт, а коли дув сильний вітер в наш бік, то шум був такий сильний і грізний, немов усі звірі зібралися докупи і ревли та гарчали один на одного».

## Поріг в культурі
Кодацький поріг згадується в повісті Адріана Кащенка «Над Кодацьким порогом». А мати Лесі Українки Олена Пчілка привозила до нього своїх дітей. Вона так описала цей поріг:
| «Мені доводилось колись раніш, як я була в Катеринославі з дітьми, бачити перший поріг Дніпровський, Кодак, що лежить верстов за вісім чи десять від Катеринослава. Година була теж неспокійна, але зовсім інша і надзвичайно гарна. То було літом, гарного соняшного дня. Ми приїхали з Катеринослава до Кам’янки, а звідти до Кодака кіньми. Але ж якраз коли підійшли ближче, стояли й дивились на місце давньої козацької твердині та на Кодацький поріг, що крутив і шумував хвилі впоперек усієї річки, встала грізна година: гриміла громота, замиготіли блискавки, заходили клубки синіх та сивих хмар. Вся картина була така велична й гарна, що здавалась якоюсь дивною декорацією, утвореною рукою невидимого чарівника! Більше я не бачила порогів; але та Кодацька картина загодила мене повік»[2]. |